# Thoras
Thoras – miejscowość i gmina we Francji, w regionie Owernia-Rodan-Alpy, w departamencie Górna Loara. W 2013 roku populacja gminy wynosiła 214 mieszkańców. 
1 stycznia 2016 roku połączono dwie wcześniejsze gminy: Croisances oraz Thoras. Siedzibą gminy została miejscowość Thoras, a nowa gmina przyjęła jej nazwę. 